# الخطم (الملاجم)

تعديل مصدري - تعديل

الخطم هي إحدى قرى عزلة ال غشام الملاجم بمديرية الملاجم التابعة لمحافظة البيضاء، بلغ تعداد سكانها 383 نسمة حسب تعداد اليمن لعام 2004.